# Khandu Wangchuk
Lyonpo Khandu Wangchuk (né 24 novembre 1950), est un homme d'État bhoutanais, ministre des Affaires étrangères du Bhoutan de 2003 au 3 août 2007.
Il fut Premier ministre  du 8 août 2001 au 14 août 2002 et du 7 septembre 2006 au 26 juillet 2007.
Il démissionna en juillet 2007 afin de pouvoir participer aux premières élections du pays, prévues pour 2008. Il rejoignit le nouveau parti politique Druk Phuensum Tshogpa.